# سيدلر (ميانة)
سيدلر هي قرية في مقاطعة ميانة، إيران. عدد سكان هذه القرية هو 18 في سنة 2006.